# عسل‌خوار خاکستری
عسل‌خوار خاکستری گونه‌ای پرنده از خانواده عسل‌خواران است. این پرنده بومی استرالیا است.